# Lymphfistel
Lymphfistel ist die Bezeichnung für die Öffnung eines Lymphgefäßes an der Körperoberfläche.

## Ätiologie und Beschreibung
Lymphfisteln treten meist als Komplikation nach operativen Eingriffen auf. Die Inzidenz liegt bei etwa 2 %. Speziell bei Operationen in Körperregionen mit vielen Lymphgefäßen kann sich eine Lymphfistel bilden. Über die verletzten Lymphbahnen wird verstärkt Lymphflüssigkeit abgesondert, die dann über die Wunde austreten kann.
Lymphfisteln entstehen auch zusammen mit einer Lymphorrhö nach der Verletzung einer Lymphzyste. Aus der Fistel tritt Lymphflüssigkeit aus. Die Flüssigkeitsmenge kann, insbesondere in der warmen Jahreszeit, erheblich sein und am Tag bis zu drei Litern betragen. Über die Lymphfistel können Keime in den Körper eindringen, wodurch sich ein Erysipel (eine bakterielle Infektion der Lymphwege) bilden kann. Desinfektion und sterile Abdeckung der Lymphfistel sind daher als erste Maßnahme sehr wichtig. Da über die Lymphe zudem ein hoher Proteinverlust stattfindet, ist das primäre Ziel die Schließung der Fistel. Die austretende Lymphe ist in ihrer Handhabung/Ableitung in vielen Fällen für den Patienten schwierig und mit Einbußen in der Lebensqualität verbunden. Die Wundheilung verzögert sich durch die Lymphfistel.

## Behandlung
Die Behandlungsmöglichkeiten einer Lymphfistel sind vielseitig. Sie reichen vom straffen Kompressionsverband über prophylaktisches Verkleben und operative Sanierung bis zur Strahlentherapie (speziell bei Lymphfisteln in der Leistenregion). Seit einigen Jahren ist die in den 1980er Jahren entwickelte Vakuumtherapie auch zur Behandlung von Wundfisteln eine Therapieoption.